# 德萊妮·斯波爾丁
德萊妮·林·斯波爾丁（英語：Delaney Lyn Spaulding，1995年5月9日—）是一名出生於美國加利福尼亞州的壘球選手，司職游擊手，目前效力於國家職業快速壘球聯盟芝加哥俠盜。她曾隨隊參加2020年夏季奧林匹克運動會壘球比賽，結果獲得銀牌。

## 外部連結
- 德萊妮·斯波爾丁的X（前Twitter）
- 德萊妮·斯波爾丁的Instagram帳戶